# Presa de Nachtigal
La central hidroeléctrica de Nachtigal es una central hidroeléctrica situada en el río Sanaga, en el centro de Camerún. La construcción comenzó en 2018 y su finalización está prevista para 2024. Está formada por 7 turbinas francis de 60 megavatios (MW) de potencia nominal con una capacidad total de 420 MW.
El río Sanaga es el principal río de Camerún y desemboca en el Océano Atlántico, en el Golfo de Guinea. El río tiene una longitud de 918 kilómetros y su área de captación cubre un área de 140.000 km², una cuarta parte de la superficie total de Camerún. El caudal medio durante el año es de poco más de 2000 m³/s.
Para la construcción y operación se estableció la Compañía de Energía Hidroeléctrica de Nachtigal (Nachtigal Hydro Power Company, NHPC). Los principales accionistas son Électricité de France (40% de las acciones), International Finance Corporation (30%) y el Gobierno de Camerún (30%). NHPC tiene una concesión para operar la planta por 35 años y se ha firmado un contrato para la venta de electricidad con la compañía eléctrica Eneo Cameroon por la misma duración.
La presa tiene una longitud de 1455 metros y una cota de 14 metros. Es una central hidroeléctrica de agua fluyente. Se instalarán siete turbinas Francis, con una capacidad total de 420 MW. Las turbinas se ubican en una sala de turbinas de 142 metros de largo, 36 m de alto y 47 m de ancho. La primera turbina ha sido puesta en marcha en diciembre de 2023 y la última está prevista para finales de 2024. Una vez completada con las siete previstas, se espera una producción anual de 3 teravatios hora (TWh), lo que equivale al 30% de la producción eléctrica nacional. Para evacuar la electricidad, se tenderá un cable de alta tensión de 50 kilómetros de longitud a una subestación que se conectará a la red nacional.
La presa se encuentra a unos tres kilómetros aguas arriba de la central y un canal lleva el agua desde el embalse hasta la sala de turbinas. Se puede suministrar un máximo de 980 m³ de agua por segundo. Después de pasar por las turbinas, el agua continúa su camino hacia un segundo canal de 800 metros de largo y luego fluye de regreso al Sanaga.
El coste total del proyecto se estima en 1200 millones de euros. Una cuarta parte de esta cantidad es proporcionada por los accionistas y el resto se financia mediante préstamos.